# 彼女の色に届くまで
『彼女の色に届くまで』（かのじょのいろにとどくまで）は、似鳥鶏による日本の連作短編小説集。2017年3月にKADOKAWAから単行本が、2020年2月に角川文庫から文庫本が出版された。
本作は2018年度第18回本格ミステリ大賞候補に選出された作品で、第二章として収録されている「極彩色を越えて」（原題「鼠でも天才でもなく」）は2017年第70回日本推理作家協会賞短編部門候補に選出された作品である。

## 概要
本作は、画廊の息子で幼い頃から画家を目指している緑川礼を主人公として、同学年の天才的な美術センスを持つ美少女・千坂桜がアートに関する様々な事件の真相を解き明かし、言葉足らずな彼女に代わって礼がその推理を解説するというスタイルの青春アートミステリの連作短編集である。各話の本文中に実際の名作絵画が図版で挿入されており、それがそのままトリックのヒントになるという構成になっている。
作者はもともとアート好きで、アート関連の話を書きたいと思っていたのと、某社の担当への「今の私に足りない部分は何ですか」との質問に対し「主人公が悩むことがないのでは」という回答を得たことから、「主人公が悩む話」ができたらなと思って描いたのが本作である。また、本作のもう1つのコンセプトは「ホームズに恋するワトソン」である。

## 各話あらすじ

### 第一章 雨の日、光の帝国で
緑画廊の息子で高校2年の美術部員の緑川礼は、ある日、理事長室に呼び出され、美術室に展示されていた「漁村 働く十人の漁師」という大作絵画を悪戯で破損した疑いをかけられる。絵には「鳥人間」の悪戯書きと画面全体にペインティングナイフにより修復不可能なほどの傷が入れられていた。また、犯人は以前から校内に「鳥人間」の悪戯書きをしては学校のウェブサイト内にブログをアップしており、今回の絵の破損と悪戯書きも同様にアップされていたことから、犯人は校内の者に限られる。美術室に1人でいることが多いことと、ペインティングナイフを用いるという専門性から疑いをかけられた礼の窮地を救ったのが、1年前に傘を貸した縁で知り合った美少女・千坂桜であった。千坂はルネ・マグリットの「光の帝国」をヒントに謎を解き明かすが、コミュ障らしく理事長たちを理解させる説明ができないため、礼が彼女の推理を解説する。

### 第二章 極彩色を越えて
高校3年になった礼は、都内の私立美術館である「金山記念美術館」の毎年恒例の企画「真贋展」に、日本洋画壇の大御所・大薗菊子の「エアリアル」を緑画廊から出展するために、準備の手伝いに来ていた。企画展示を行う第七展示室には真作と贋作が計10組20枚が展示され、正面にはそのうちの大作4組8枚が展示されていた。ところが、礼が第七展示室に入ろうとしたところ、タイルの床一面に水色のペンキがぶちまけられていた。学芸員や関係者を呼び集めたところ、床に黒いビニール袋が置かれてあり、中にはファンシーラットと「只今全館でネズミ放流中」と書かれたメモが入っていた。皆で手分けして館内のネズミを探し回り、第七展示室に戻ると、入り口から7メートルほどむこうの正面に展示されていた「エアリアル」の真作だけがぼろぼろに破られていた。しかし、床は一面ペンキの海で、痕跡を残さずに正面の絵を傷つけることは不可能だった。この謎を、ジャクソン・ポロックの「カット・アウト」をヒントに千坂が解き明かし、言葉足らずの彼女の推理を礼が解説する。

### 第三章 持たざる密室
礼に誘われて一緒に芸大の美術学部に進学した千坂は、その天才ぶりと変人ぶりを遺憾なく発揮し、教授や学生たちから注目されるとともに、妬みから「天才様」、彼女の面倒を甲斐甲斐しく見る礼は「飼育係」と陰口を叩かれていた。ある夏休みの日、美術学部棟4階にある油画専攻の第2アトリエの廊下のむこうにある「適当部屋」と呼ばれる倉庫で小火が起きた。燃えたのは千坂と並ぶ油画専の天才と注目される楠美修平の絵だったが、「適当部屋」はそれまでの無施錠から1週間ほど前に鍵を新しく付けたために密室状態であった。発見者は礼の高校時代からの友人で体育大学に通う筋肉自慢の風戸翔馬で、3階にアトリエがある彫刻専攻のモデルで芸大に来ていたところ小火を発見し、自慢の筋肉の力でドアを破壊して消火をしたという。油画専の妹尾教授は密室状況から、ドアを破壊してから素早く火を放つという風戸の早業による犯行以外考えられないという。この謎を、エドゥアール・ヴュイヤールの「室内にて」をヒントに千坂が解き明かし、彼女の推理を礼が解説する。

### 第四章 嘘の真実と真実の嘘
「適当部屋」の小火事件後「mico展」で金賞を受賞してデビューした千坂は卒業後、画家として成功のコースに進む。芸大卒業後、緑画廊の従業員となった礼は、画商の仕事に面白さを感じつつも、画業に関しては「駄目な路線」に乗ってしまったのだろうかと不安に思う。その緑画廊で盗難事件が起きる。2階に展示してあった神木白雪の「流レる」が、何者かにプリンタで印刷した絵にすり替えられていた。額縁には飽きたら返しますとの書置きが残されていた。1階の玄関に設置されている防犯カメラには絵を持ち出したと思われる者は1人も映っていないことから、絵は持ち出されたのではなく破壊されて2階のトイレの窓から捨てられたのではないかと考えられた。ところが、翌日「流レる」が宅配便で緑画廊に届けられた。犯人の目的は何なのか、どうやって絵を持ち出したのか、ますます疑問の膨らむこの謎を、千坂は作者不詳の「ガブリエル・デストレとその妹」をヒントに解き明かすが、礼はその真相に驚愕する。

### 終章 いつか彼女を描くまで
「流レる」盗難事件の真相は、贋作と真作の入れ替えであった。その顛末を緑画廊の経営者である父親に報告した礼は、父親の指示で確認した「流レる」の贋作の画像データに映るカンヴァスの右下の薄いピンクの汚れに違和感を持つ。それは、石膏か何かを盛り上げた部分に水彩絵具で塗ったような感じのするもので、「流レる」に使われていない色であった。何よりも、この汚れをこの位置で以前にどこかで見たことがあった。そして思い出したのは、高3のときの「金山記念美術館」の「真贋展」で、破損された「エアリアル」と一緒に展示されていた上岡喜三郎の「富子 六月」であった。大薗菊子の協力により「金山記念美術館」に展示されている「富子 六月」を確認すると、カンヴァスの右下に「流レる」と同じ薄いピンクの汚れがあった。それは、贋作師のサイン代わりで、真作と思われていた「富子 六月」は贋作であった。それと同時に礼は、「エアリアル」破損事件の真相の裏に隠されていた真実を知る。

## 主な登場人物
緑川 礼（みどりかわ れい）
本作の主人公。画廊の息子で画家志望。小学生時代に絵画コンクールなどで入選したりしていたことから、自分は天才画家だと思い上がっていた。そのため、技術の研鑽を怠り、中学生時代には同年代の中では普通に絵が上手いレベルになっていた。
高校生時代は美術部所属で、風戸翔馬以外にほとんど友人がいなかった。千坂桜に一目ぼれし、美術部に誘い込む。千坂からは「緑くん」と呼ばれている。
芸大に進学して油画を専攻するかたわら、生活能力がほとんどないうえに奇行が多く人と上手く話せない千坂の面倒を何かと見てやっている。そのため学友から「飼育係」と呼ばれたりしている。鮮烈な千坂の作風と、どこかで見たような印象を与える自分の作風との差を自覚し悔しく思っている。
卒業後は家業の緑画廊の従業員となり、ほとんど責任者扱いで画廊の仕事を任されている。その一方で画家への夢は諦めていない。
千坂 桜（ちさか さくら）
礼の高校の同学年で、絵画に天才的なセンスを持つ。無口で「何を考えているか分からない」と言われがち。礼に誘われて美術部に入る。
礼に誘われて芸大に進学して油画を専攻する。ほとんど引きこもって絵を描いており、試験のときなど礼に無理やり引っ張られないとなかなか大学に出てこない。試験にジャージ姿で現れたり熟睡したり、ときと場所に構わずスケッチを始めたりするなどの奇行で知られるとともに、大学祭ですごい作品を出品したことをきっかけに学内での注目度が一気に上がる。初出品した「mico展」で金賞を受賞。筆名は「若鳥美麗」。
卒業後はプロの画家として緑画廊に描き上げた絵を卸している。暇があれば緑画廊に顔を出すが、相変わらず人とのコミュニケーションが苦手で、礼の友人の風戸がいるときは別として、他の客しか画廊にいないとすぐ帰ってしまう。
風戸 翔馬（かざと しょうま）
礼と同学年の数少ない友人でボディビルダー。自分の肉体と筋肉が大好きで、その筋肉美を見せつけるかのように制服のシャツをはだけさせていることから、「はだけ」のあだ名が付いている。礼以外で千坂とコミュニケーションできる数少ない人物。
体育大学に進学し、礼の通う芸大にモデルとしてたびたび顔を見せる。
卒業後はスポーツクラブのインストラクターとして働いている。「食事制限中のビルダーでも美味しく食事が食べられ、しかも仲間が集まれる店を開きたい」と、将来「プロテイン料理の店」を開くための資金を貯めている。